# Émile Léopold Clément
Émile Léopold Clément (Nangis, 5 febbraio 1826 – Parigi, 28 luglio 1881) è stato un artigiano francese, personalità della Comune di Parigi.

## Biografia
Un rapporto della polizia del Secondo Impero lo indica come abile calzolaio e fornitore dell'imperatrice. Fu spesso imprigionato per attività sovversiva e poi graziato, forse per essersi offerto come informatore della polizia.
Oratore di talento, il 26 marzo 1871 fu eletto al Consiglio della Comune dal XVII arrondissement, fu membro della Commissione sussistenza e dal 13 maggio della Commissione sicurezza. Votò a favore del Comitato di Salute pubblica. Il 19 maggio, quando si scoprirono i suoi trascorsi sotto l'Impero, fu arrestato e successivamente liberato.
Sfuggì alla repressione dei versagliesi rifugiandosi in Inghilterra. Rientrato clandestinamente a Parigi nel 1873, fu arrestato e condannato ai lavori forzati a vita, pena commutata nella deportazione semplice in Nuova Caledonia. Rientrò a Parigi con l'amnistia generale del 1880 e riprese il suo mestiere di calzolaio, ma morì in miseria all'Hôtel-Dieu.